# Halsbach (Lohr am Main)
Halsbach ist ein Gemeindeteil der Stadt Lohr am Main im unterfränkischen Landkreis Main-Spessart in Bayern.

## Geographie
Der Ort liegt am Rande des Ziegelbachtals auf 270 m ü. NHN. Durch Halsbach verläuft der Fränkische Marienweg.

## Geschichte
Die bis dahin selbstständige Gemeinde wurde am 1. Januar 1972 nach Lohr am Main eingemeindet.